# Герб Єкатеринбурга
Герб Єкатеринбурга був прийнятий рішенням Єкатеринбурзькій міської думи № 43/1 від 23 липня 1998 року. Щит герба розділений на дві половини - смарагдово-зелену (історичний територіальний колір Уралу) і золоту. Поділ на два кольори вказує на кордон між Європою та Азією. Верхня (зелена) частина щита нагадує фортецю, якою Єкатеринбург був у перші роки існування міста, на ній зображена рудокопна шахта у вигляді колодязного зрубу з коміром та плавильна піч з червоним вогнем. Ці символи з'явилися на гербі Єкатеринбурга ще в 1783 році і символізують гірничодобувну та металургійну галузі промисловості Уралу. Хвилеподібний синій пояс символізує річку Ісеть. Фігури щитотримачі - ведмідь, що символізує європейську частину Росії і соболь, символізує Сибір, - зображені з висунутими язиками і вишкіреними зубами, тому що вони охороняють місто. Золота стрічка в нижній частині герба є ознакою столичності Єкатеринбурга - одного з найбільших адміністративних центрів Росії. В середині вона прикрашена кристалом друзи, що символізує мінеральні багатства Уралу. 23 травня 2008 до гербу був внесений новий елемент - статусна корона у вигляді кріпосної вежі з п'ятьма зубцями.